# Takeshi Koshida
Takeshi Koshida, född 19 oktober 1960 i Ishikawa prefektur, Japan, är en japansk tidigare fotbollsspelare.